# Baltasar de la Cueva Enríquez

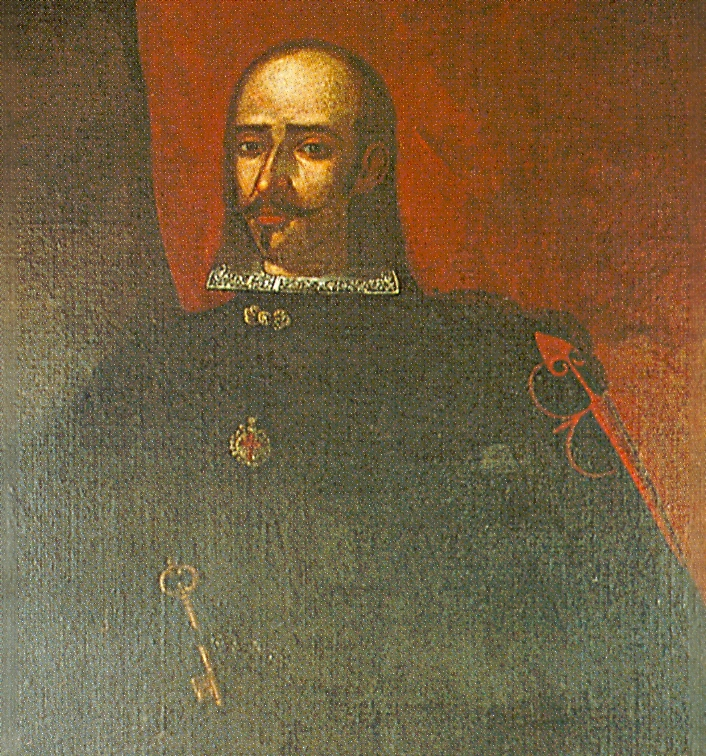
Baltasar de la Cueva

Baltasar de la Cueva Enríquez Arias de Saavedra Pardo, Tavera y Ulloa (in abweichender Schreibweise auch: Baltazar bzw. Henríquez), conde de Castellar y de Villa Alonso, marqués de Malagón, (* 1626 in Madrid, Spanien; † 3. April 1686 ebenda) war ein Kolonialverwalter, der als 20. Vizekönig von Peru amtierte.

## Herkunft und Jugend
Baltasar de la Cueva entstammte einer Familie des spanischen Hochadels. Sein Vater Francisco de la Cueva, der 7. Herzog von Alburquerque war von 1627 bi 1632 Vizekönig von Sizilien. Sein älterer Bruder Francisco Fernández de la Cueva, der den Herzogstitel erbte, amtierte in Mexiko als Vizekönig von Neuspanien.
Baltasar studierte bis 1647 Rechtswissenschaft an der Universität Salamanca. Danach fungierte er erst als Rektor der Universität und ab 1650 als Dekan.
1654 wurde er als Oidor an die Gerichtskanzlei von Granada berufen und 1659 zum Fiscal des Consejo de ordénes. Er wurde in den Orden von Santiago aufgenommen und übernahm die Ämter des Marschalls von Kastilien sowie des Bürgermeisters von Toro.
Auch im diplomatischen Dienst war Baltasar de la Cueva tätig als Botschafter des spanischen Hofes in Deutschland.
Durch seine Heirat mit Teresa María Arias de Saavedra erwarb er den Grafen und Markgrafentitel.

## Amtszeit als Vizekönig von Peru
1673 wurde er zum Vizekönig von Peru ernannt. Er erreichte Lima im August 1674 und übernahm das Amt vom Dekan der Audiencia, Álvaro de Ibarra.
Seine Amtszeit ist geprägt von einem strikten Sparkurs, den er der Kolonie verordnete. Er reduzierte Feiertage, stellte erstmals einen jährlichen Haushaltsplan auf und verlangte, dass alle Ausgabenverfügungen nur mit seiner Unterschrift getätigt werden durften.
Zur gleichen Zeit führten die Silberminen in Potosí ein neues Verfahren ein, das den Ertrag um die Hälfte steigerte. So konnte unter Cuevas Amtszeit ein deutlich höherer Beitrag aus Peru in die notorisch klamme spanische Staatskasse fließen.
1675 kamen Gerüchte nach Lima, denen zufolge Engländer sich in Patagonien niedergelassen hätten. Cueva entsandte eine Expedition, die dem auf den Grund gehen sollte.
Im Juni 1678 erlitt Lima ein schweres Erdbeben, das zahlreiche Häuser zerstörte und viele Bewohner obdachlos machte.
Zur gleichen Zeit eskalierte ein Streit zwischen dem Vizekönig und einigen Kaufleuten in Callao, die mit Zustimmung der Verwaltung einen regen Handel mit Frachtschiffen aus Mexiko betrieben. Dabei gelangten auch (hoch begehrte) Waren aus Fernost in Umlauf. Dieser Handel war jedoch verboten, und der Vizekönig schritt mit der ihm eigenen Rigorosität dagegen ein.
Die Kaufleute legten direkt Beschwerde beim König ein, und dieser reagierte prompt mit unerwarteter Heftigkeit: Er setzte Cueva kurzerhand ab (ohne diesen in der Sache auch nur anzuhören) und befahl den Erzbischof von Lima zu seinem Nachfolger. Dieser trat sein Amt am 7. Juli 1678 an.

## Rückkehr nach Europa
Cueva kehrte nach Europa zurück und wurde in den Indienrat berufen, dem er bis zu seinem Tode 1686 angehörte.